# Verkiezingen voor het Europees Parlement 2009/Kandidatenlijst/PVV
Hieronder de kandidatenlijst van de Partij voor de Vrijheid (PVV) voor de Europese Parlementsverkiezingen 2009 in Nederland.

## Lijst
| Nummer | Kandidaat               | Voorkeurstemmen |
| ------ | ----------------------- | --------------- |
| 1      | Barry Madlener          | 382.610         |
| 2      | Louis Bontes            | 6.751           |
| 3      | Daniël van der Stoep    | 5.650           |
| 4      | Laurence Stassen        | 17.880          |
| 5      | Lucas Hartong           | 2.571           |
| 6      | Auke Zijlstra           | 3.617           |
| 7      | Patricia van der Kammen | 12.409          |
| 8      | Gert Besselink          | 2.964           |
| 9      | Menno Ludriks           | 3.448           |
| 10     | Geert Wilders           | 334.846         |
|        | Totaal                  | 772.746         |